# Relazione di dispersione
In fisica, la relazione (o legge) di dispersione è una relazione tra l'energia di un sistema e la sua corrispondente quantità di moto. Per esempio, per particelle di massa nello spazio vuoto, la relazione di dispersione può facilmente essere calcolata dalla definizione dell'energia cinetica:
{\displaystyle E={\frac {1}{2}}mv^{2}={\frac {p^{2}}{2m}}}
In questo caso la relazione di dispersione è una funzione quadratica.
In caso di fenomeni ondulatori la relazione di dispersione è espressa in termini della frequenza angolare {\displaystyle \omega } in funzione del vettore d'onda {\displaystyle k}. Ad esempio, la relazione di dispersione della luce nel vuoto è lineare:
{\displaystyle \omega =ck}
dove c è la velocità della luce.
Nella teoria della relatività ristretta, oltre all'energia cinetica, si considera anche l'energia a riposo {\displaystyle mc^{2}}, dove {\displaystyle m} è la massa a riposo:
{\displaystyle E={\sqrt {(mc^{2})^{2}+(mv\gamma (v))^{2}}}},
dove {\displaystyle \gamma (v)} è il fattore di Lorentz e il secondo termine non è altro che la quantità di moto relativistica. Questa relazione è particolarmente utile in regime relativistico, ovvero quando {\displaystyle {\tfrac {v}{c}}\approx 1}.
In meccanica quantistica le particelle possono essere descritte come onde. Secondo le relazioni proposte da Louis de Broglie l'energia e la quantità di moto sono legate alla frequenza e al vettore d'onda dalla costante {\displaystyle \hbar =h/2\pi }, dove h è la costante di Planck:
{\displaystyle E=\hbar \omega ,\quad p=\hbar k}.
In termini ondulatori, la relazione di dispersione di una particella libera diventa
{\displaystyle \omega ={\frac {\hbar k^{2}}{2m}}}.

## Legge di dispersione per PDE
Per una PDE lineare evolutiva si chiama legge di dispersione il legame che si trova tra {\displaystyle \omega } e {\displaystyle k} quando come soluzione della PDE inserisco l'ansatz {\displaystyle u(x,t)=e^{i(kx+\omega t)}}
- Per l'equazione delle onde {\displaystyle {\frac {\partial ^{2}}{\partial t^{2}}}u(x,t)-c^{2}{\frac {\partial ^{2}}{\partial x^{2}}}u(x,t)=0}, ottengo che la legge di dispersione è {\displaystyle \omega =\pm ck}. Poiché è una relazione lineare e a coefficienti reali, l'equazione delle onde è detta essere non dispersiva.
- Per l'equazione del calore {\displaystyle {\frac {\partial }{\partial t}}u(x,t)-D{\frac {\partial ^{2}}{\partial x^{2}}}u(x,t)=0} (ove {\displaystyle D} è il coefficiente di diffusione) ho che la legge di dispersione è {\displaystyle \omega =iDk^{2}}. Poiché è una relazione non lineare e a coefficienti complessi, l'equazione del calore è detta essere dissipativa.
- Per l'equazione di Schrödinger {\displaystyle i{\frac {\partial }{\partial t}}u(x,t)-\epsilon {\frac {\partial ^{2}}{\partial x^{2}}}u(x,t)=0} ho che la legge di dispersione è {\displaystyle \omega =\epsilon k^{2}}.Poiché è una relazione non lineare e a coefficienti reali, l'equazione di Schrödinger è detta essere dispersiva.